# 24 uur van Daytona 1991
De 24 uur van Daytona 1991 was de 29e editie van deze endurancerace. De race werd verreden op 2 en 3 februari 1991 op de Daytona International Speedway nabij Daytona Beach, Florida.
De race werd gewonnen door de Joest Racing #7 van Frank Jelinski, Henri Pescarolo, Hurley Haywood, Bob Wollek en Louis Krages. Het was de vijfde Daytona-zege voor Haywood, die hiermee het record van Peter Gregg, Pedro Rodríguez de la Vega en Rolf Stommelen wist te verbreken. Wollek behaalde zijn vierde overwinning en kwam op gelijke hoogte met deze drie coureurs. Voor Jelinski, Pescarolo en Krages was het hun eerste zege. De LM-klasse werd gewonnen door de Nissan Performance Technology #85 van Bob Earl, Derek Daly, Chip Robinson en Geoff Brabham. De GTO-klasse werd gewonnen door de Roush Racing #15 van Mark Martin, Wally Dallenbach jr. en Robby Gordon. De Lights-klasse werd gewonnen door de Acura #48 van Parker Johnstone, Steve Cameron, Doug Peterson en Bob Lesnett. De GTU-klasse werd gewonnen door de Greer Racing #82 van Dick Greer, Al Bacon, Mike Mees en Peter Uria.

## Race
Winnaars in hun klasse zijn vetgedrukt.
| Pos. | Klasse | No. | Team                          | Coureurs                                                              | Chassis                        | Banden | Ronden |
| Pos. | Klasse | No. | Team                          | Coureurs                                                              | Motor                          | Banden | Ronden |
| ---- | ------ | --- | ----------------------------- | --------------------------------------------------------------------- | ------------------------------ | ------ | ------ |
| 1    | GTP    | 7   | Joest Racing                  | Frank Jelinski Henri Pescarolo Hurley Haywood Bob Wollek Louis Krages | Porsche 962                    | G      | 719    |
| 1    | GTP    | 7   | Joest Racing                  | Frank Jelinski Henri Pescarolo Hurley Haywood Bob Wollek Louis Krages | Porsche 3.0L Flat 6 Twin-Turbo | G      | 719    |
| 2    | LM     | 83  | Nissan Performance Technology | Bob Earl Derek Daly Chip Robinson Geoff Brabham                       | Nissan R90CK                   | G      | 701    |
| 2    | LM     | 83  | Nissan Performance Technology | Bob Earl Derek Daly Chip Robinson Geoff Brabham                       | Nissan 3.5L V8 Twin-Turbo      | G      | 701    |
| 3    | GTP    | 10  | Wynn's                        | Chris Cord John Hotchkis Jim Adams Rob Dyson                          | Porsche 962                    | G      | 692    |
| 3    | GTP    | 10  | Wynn's                        | Chris Cord John Hotchkis Jim Adams Rob Dyson                          | Porsche 3.0L Flat 6 Twin-Turbo | G      | 692    |
| 4    | GTO    | 15  | Roush Racing                  | Mark Martin Wally Dallenbach jr. Robby Gordon                         | Ford Mustang                   | G      | 672    |
| 4    | GTO    | 15  | Roush Racing                  | Mark Martin Wally Dallenbach jr. Robby Gordon                         | Ford 6.0L V8                   | G      | 672    |
| DNF  | GTP    | 00  | Jochen Dauer Racing           | Michael Andretti Mario Andretti Jeff Andretti                         | Porsche 962                    | BF     | 663    |
| DNF  | GTP    | 00  | Jochen Dauer Racing           | Michael Andretti Mario Andretti Jeff Andretti                         | Porsche 3.0L Flat 6 Twin-Turbo | BF     | 663    |
| 6    | GTO    | 12  | Whistler Radar                | John Fergus Max Jones Dorsey Schroeder                                | Ford Mustang                   | G      | 658    |
| 6    | GTO    | 12  | Whistler Radar                | John Fergus Max Jones Dorsey Schroeder                                | Ford 6.0L V8                   | G      | 658    |
| DNF  | Lights | 48  | Acura                         | Parker Johnstone Steve Cameron Doug Peterson Bob Lesnett              | Spice SE90P                    | BF     | 654    |
| DNF  | Lights | 48  | Acura                         | Parker Johnstone Steve Cameron Doug Peterson Bob Lesnett              | Acura 3.0L V6                  | BF     | 654    |
| 8    | Lights | 36  | Ecurie Scientific             | John Grooms Michael Greenfield Frank Jellinek Peter Greenfield        | Kudzu DG-1                     | G      | 632    |
| 8    | Lights | 36  | Ecurie Scientific             | John Grooms Michael Greenfield Frank Jellinek Peter Greenfield        | Mazda 1.3L Rotary              | G      | 632    |
| DNF  | Lights | 54  | HDF Motorsport                | Michael Dow Andrew Hepworth Hendrik ten Cate                          | Spice SE89P                    | G      | 620    |
| DNF  | Lights | 54  | HDF Motorsport                | Michael Dow Andrew Hepworth Hendrik ten Cate                          | Buick 3.0L V6                  | G      | 620    |
| 10   | GTO    | 90  | Roush Racing                  | Jim Stevens Craig Bennett Tom Grunnah Jim Jaeger                      | Ford Mustang                   | G      | 619    |
| 10   | GTO    | 90  | Roush Racing                  | Jim Stevens Craig Bennett Tom Grunnah Jim Jaeger                      | Ford 6.0L V8                   | G      | 619    |
| 11   | GTP    | 4   | Tom Milner Racing             | Brian Bonner Derrike Cope Jeff Kline Scott Sharp                      | Spice SE89P                    | G      | 611    |
| 11   | GTP    | 4   | Tom Milner Racing             | Brian Bonner Derrike Cope Jeff Kline Scott Sharp                      | Chevrolet 6.0L V8              | G      | 611    |
| 12   | GTO    | 92  | EDS/Mobil/Goodyear            | R. K. Smith Andy Pilgrim Doc Bundy Joe Varde                          | Chevrolet Corvette ZR-1        | G      | 611    |
| 12   | GTO    | 92  | EDS/Mobil/Goodyear            | R. K. Smith Andy Pilgrim Doc Bundy Joe Varde                          | Chevrolet LT5 5.7L V8          | G      | 611    |
| 13   | GTU    | 82  | Greer Racing                  | Dick Greer Al Bacon Mike Mees Peter Uria                              | Mazda RX-7                     | G      | 605    |
| 13   | GTU    | 82  | Greer Racing                  | Dick Greer Al Bacon Mike Mees Peter Uria                              | Mazda 2.6L 2 Rotor             | G      | 605    |
| 14   | GTO    | 63  | Mazda Motorsports             | Brian Redman John O'Steen Price Cobb Pete Halsmer                     | Mazda RX-7                     | G      | 576    |
| 14   | GTO    | 63  | Mazda Motorsports             | Brian Redman John O'Steen Price Cobb Pete Halsmer                     | Mazda 3.1L 4 Rotor             | G      | 576    |
| 15   | GTU    | 37  | Botero Racing                 | Honorato Espinosa Rob Wilson Miguel Morejon Felipe Solano             | Mazda MX-6                     | Y      | 576    |
| 15   | GTU    | 37  | Botero Racing                 | Honorato Espinosa Rob Wilson Miguel Morejon Felipe Solano             | Mazda 2.6L 2 Rotor             | Y      | 576    |
| 16   | GTU    | 38  | Mandeville Auto Tech          | Roger Mandeville Amos Johnson Kelly Marsh                             | Mazda RX-7                     | Y      | 568    |
| 16   | GTU    | 38  | Mandeville Auto Tech          | Roger Mandeville Amos Johnson Kelly Marsh                             | Mazda 2.6L 2 Rotor             | Y      | 568    |
| 17   | Lights | 42  | Intersport                    | Geoff Nicol David Tennyson Todd Brayton                               | Tiga GT286                     | G      | 556    |
| 17   | Lights | 42  | Intersport                    | Geoff Nicol David Tennyson Todd Brayton                               | Mazda 1.3L Rotary              | G      | 556    |
| 18   | Lights | 09  | R. J. Racing                  | Stephen Hynes Tommy Johnson Rob Robertson John Sheldon                | Tiga GC287                     | G      | 545    |
| 18   | Lights | 09  | R. J. Racing                  | Stephen Hynes Tommy Johnson Rob Robertson John Sheldon                | Buick 3.0L V6                  | G      | 545    |
| 19   | GTU    | 26  | Border Cantina                | Chris Craft Alex Job Joe Pezza Jack Refenning                         | Porsche 911                    | G      | 494    |
| 19   | GTU    | 26  | Border Cantina                | Chris Craft Alex Job Joe Pezza Jack Refenning                         | Porsche 3.2L Flat 6            | G      | 494    |
| DNF  | LM     | 84  | Nissan Performance Technology | Julian Bailey Steve Millen Arie Luyendyk Jeremy Dale                  | Nissan R90CK                   | G      | 472    |
| DNF  | LM     | 84  | Nissan Performance Technology | Julian Bailey Steve Millen Arie Luyendyk Jeremy Dale                  | Nissan 3.5L V8 Twin-Turbo      | G      | 472    |
| 21   | GTO    | 91  | EDS/Mobil/Goodyear            | Stu Hayner Don Knowles John Heinricy Scott Lagasse Tommy Morrison     | Chevrolet Corvette ZR-1        | G      | 464    |
| 21   | GTO    | 91  | EDS/Mobil/Goodyear            | Stu Hayner Don Knowles John Heinricy Scott Lagasse Tommy Morrison     | Chevrolet LT5 6.0L V8          | G      | 464    |
| DNF  | GTP    | 16  | Dyson Racing                  | James Weaver John Paul jr. Tiff Needell                               | Porsche 962                    | G      | 450    |
| DNF  | GTP    | 16  | Dyson Racing                  | James Weaver John Paul jr. Tiff Needell                               | Porsche 3.0L Flat 6 Twin-Turbo | G      | 450    |
| 23   | GTU    | 72  | Jay Kjoller Motorsports       | Steve Volk Jay Kjoller Patrick Mooney                                 | Porsche 911                    | G      | 449    |
| 23   | GTU    | 72  | Jay Kjoller Motorsports       | Steve Volk Jay Kjoller Patrick Mooney                                 | Porsche 3.2L Flat 6            | G      | 449    |
| DNF  | GTP    | 5   | Tom Milner Racing             | Mike Brockman Tim McAdam Fred Phillips Jeff Davis                     | Spice SE89P                    | G      | 448    |
| DNF  | GTP    | 5   | Tom Milner Racing             | Mike Brockman Tim McAdam Fred Phillips Jeff Davis                     | Chevrolet 6.0L V8              | G      | 448    |
| 25   | GTO    | 70  | M/J Engineering               | Lou Gigiliotti Boris Said Mike Nolan Roger Schramm Peter Cunningham   | Oldsmobile Cutlass             | F      | 445    |
| 25   | GTO    | 70  | M/J Engineering               | Lou Gigiliotti Boris Said Mike Nolan Roger Schramm Peter Cunningham   | Oldsmobile 6.0L V8             | F      | 445    |
| DNF  | GTU    | 66  | North Coast Racing            | Leighton Reese Mike Gagliardo Brad Hoyt                               | Mazda RX-7                     | F      | 442    |
| DNF  | GTU    | 66  | North Coast Racing            | Leighton Reese Mike Gagliardo Brad Hoyt                               | Mazda 2.6L 2 Rotor             | F      | 442    |
| 27   | GTO    | 11  | Robert Williams               | Jon Gooding John Annis Mark Kennedy Nort Northam Tom Panaggio         | Chevrolet Camaro               | G      | 427    |
| 27   | GTO    | 11  | Robert Williams               | Jon Gooding John Annis Mark Kennedy Nort Northam Tom Panaggio         | Chevrolet 6.0L V8              | G      | 427    |
| DNF  | GTP    | 98  | All American Racers           | Mark Dismore Rocky Moran P.J. Jones                                   | Eagle HF89                     | G      | 408    |
| DNF  | GTP    | 98  | All American Racers           | Mark Dismore Rocky Moran P.J. Jones                                   | Toyota 2.1L I4 Turbo           | G      | 408    |
| 29   | GTO    | 87  | A&R Auto Electric             | Grant Hill Nick Holmes Anthony Puleo Daniel Urrutia                   | Chevrolet Camaro               | G      | 396    |
| 29   | GTO    | 87  | A&R Auto Electric             | Grant Hill Nick Holmes Anthony Puleo Daniel Urrutia                   | Chevrolet 6.0L V8              | G      | 396    |
| DNF  | GTP    | 2   | Bud Light Jaguar Racing       | Davy Jones Scott Pruett Raul Boesel Derek Warwick                     | Jaguar XJR-12                  | G      | 379    |
| DNF  | GTP    | 2   | Bud Light Jaguar Racing       | Davy Jones Scott Pruett Raul Boesel Derek Warwick                     | Jaguar 6.5L V12                | G      | 379    |
| DNF  | GTP    | 6   | Joest Racing                  | Bob Wollek Bernd Schneider Paolo Barilla Massimo Sigala               | Porsche 962                    | G      | 360    |
| DNF  | GTP    | 6   | Joest Racing                  | Bob Wollek Bernd Schneider Paolo Barilla Massimo Sigala               | Porsche 3.0L Flat 6 Twin-Turbo | G      | 360    |
| DNF  | Lights | 9   | Essex Racing                  | Jim Pace Tom Hessert jr. Charles Morgan                               | Kudzu DG-1                     | G      | 359    |
| DNF  | Lights | 9   | Essex Racing                  | Jim Pace Tom Hessert jr. Charles Morgan                               | Buick 3.0L V6                  | G      | 359    |
| DNF  | Lights | 20  | Carlos Bobeda Racing          | Kaming Ko Mike Sheehan Ron McKay Charles Monk                         | Tiga GT287                     | G      | 328    |
| DNF  | Lights | 20  | Carlos Bobeda Racing          | Kaming Ko Mike Sheehan Ron McKay Charles Monk                         | Chevrolet 3.0L V6              | G      | 328    |
| 34   | GTO    | 45  | First Coast Trucks            | John Forbes Ken Fengler Bob Hundredmark Tom Curren                    | Chevrolet Corvette             | G      | 315    |
| 34   | GTO    | 45  | First Coast Trucks            | John Forbes Ken Fengler Bob Hundredmark Tom Curren                    | Chevrolet 6.0L V8              | G      | 315    |
| DNF  | GTP    | 0   | Jochen Dauer Racing           | Al Unser jr. Bobby Unser Robby Unser Al Unser sr.                     | Porsche 962                    | BF     | 270    |
| DNF  | GTP    | 0   | Jochen Dauer Racing           | Al Unser jr. Bobby Unser Robby Unser Al Unser sr.                     | Porsche 3.0L Flat 6 Twin-Turbo | BF     | 270    |
| DNF  | GTO    | 28  | Del Russo Taylor              | Don Arpin Jon Olch Tim Banks Scott Watkins                            | Chevrolet Camaro               | G      | 234    |
| DNF  | GTO    | 28  | Del Russo Taylor              | Don Arpin Jon Olch Tim Banks Scott Watkins                            | Chevrolet 6.0L V8              | G      | 234    |
| DNF  | GTO    | 53  | Hi-Tech Coating               | Richard McDill Bill McDill Jim Burt                                   | Chevrolet Camaro               | G      | 223    |
| DNF  | GTO    | 53  | Hi-Tech Coating               | Richard McDill Bill McDill Jim Burt                                   | Chevrolet 6.0L V8              | G      | 223    |
| DNF  | GTU    | 96  | Fastcolor Auto Art            | Chuck Kurtz Bob Leitzinger David Loring Don Reynolds                  | Nissan 240SX                   | T      | 192    |
| DNF  | GTU    | 96  | Fastcolor Auto Art            | Chuck Kurtz Bob Leitzinger David Loring Don Reynolds                  | Nissan 2.8L V6                 | T      | 192    |
| DNF  | GTU    | 57  | Kryder Racing                 | Henry Camferdam Phil Krueger Alistair Oag Reed Kryder                 | Nissan 240SX                   | G      | 159    |
| DNF  | GTU    | 57  | Kryder Racing                 | Henry Camferdam Phil Krueger Alistair Oag Reed Kryder                 | Nissan 2.8L V6                 | G      | 159    |
| 40   | GTP    | 60  | Gunnar Porsche                | Jay Cochran Derek Bell Justin Bell                                    | Gunnar 966                     | BF     | 83     |
| 40   | GTP    | 60  | Gunnar Porsche                | Jay Cochran Derek Bell Justin Bell                                    | Porsche 3.0L Flat 6 Twin-Turbo | BF     | 83     |
| 41   | GTO    | 04  | Henry Brosnaham               | Bobby Scolo Steve Burgner John Macaluso                               | Chevrolet Camaro               | G      | 78     |
| 41   | GTO    | 04  | Henry Brosnaham               | Bobby Scolo Steve Burgner John Macaluso                               | Chevrolet 6.0L V8              | G      | 78     |
| DNF  | GTP    | 99  | All American Racers           | Juan Manuel Fangio II Willy T. Ribbs Andy Wallace                     | Eagle HF89                     | G      | 60     |
| DNF  | GTP    | 99  | All American Racers           | Juan Manuel Fangio II Willy T. Ribbs Andy Wallace                     | Toyota 2.1L I4 Turbo           | G      | 60     |
| DNF  | GTO    | 62  | Mazda Motorsports             | John Morton Calvin Fish Pete Halsmer                                  | Mazda RX-7                     | G      | 50     |
| DNF  | GTO    | 62  | Mazda Motorsports             | John Morton Calvin Fish Pete Halsmer                                  | Mazda 3.1L 4 Rotor             | G      | 50     |
| DNF  | LM     | 1   | Nissan Performance Technology | Arie Luyendyk Julian Bailey Derek Daly                                | Nissan R90CK                   | G      | 47     |
| DNF  | LM     | 1   | Nissan Performance Technology | Arie Luyendyk Julian Bailey Derek Daly                                | Nissan 3.5L V8 Twin-Turbo      | G      | 47     |
| DNF  | GTO    | 06  | Overbagh Motor Racing         | Oma Kimbrough Hoyt Overbagh Mark Montgomery Kent Painter              | Chevrolet Camaro               | G      | 37     |
| DNF  | GTO    | 06  | Overbagh Motor Racing         | Oma Kimbrough Hoyt Overbagh Mark Montgomery Kent Painter              | Chevrolet 6.0L V8              | G      | 37     |
| DNF  | GTU    | 95  | Fastcolor Auto Art            | Butch Leitzinger David Loring Chuck Kurtz Bob Leitzinger              | Nissan 240SX                   | T      | 13     |
| DNF  | GTU    | 95  | Fastcolor Auto Art            | Butch Leitzinger David Loring Chuck Kurtz Bob Leitzinger              | Nissan 2.8L V6                 | T      | 13     |
| DNS  | GTP    | 3   | Bud Light Jaguar Racing       | John Nielsen                                                          | Jaguar XJR-12                  | G      | 0      |
| DNS  | GTP    | 3   | Bud Light Jaguar Racing       | John Nielsen                                                          | Jaguar 6.5L V12                | G      | 0      |

1962 · 1963 · 1964 · 1965 · 1966 · 1967 · 1968 · 1969 · 1970 · 1971 · 1972 · 1973 · 1974 · 1975 · 1976 · 1977 · 1978 · 1979 · 1980 · 1981 · 1982 · 1983 · 1984 · 1985 · 1986 · 1987 · 1988 · 1989 · 1990 · 1991 · 1992 · 1993 · 1994 · 1995 · 1996 · 1997 · 1998 · 1999 · 2000 · 2001 · 2002 · 2003 · 2004 · 2005 · 2006 · 2007 · 2008 · 2009 · 2010 · 2011 · 2012 · 2013 · 2014 · 2015 · 2016 · 2017 · 2018 · 2019 · 2020 · 2021 · 2022 · 2023 · 2024 · 2025